# Timotei Cipariu
Timotei Cipariu (Pănade, 21 febbraio 1805 – Blaj, 3 settembre 1887) è stato un glottologo, filologo e teologo rumeno, uno degli ultimi rappresentanti della scuola latinista della Transilvania.

## Biografia
Nato in una famiglia contadina, tra il 1814 e il 1825 ricevette un'ottima educazione nel seminario greco-cattolico (uniate) di Blaj, il principale centro culturale dei romeni della Transilvania nella prima metà del XIX secolo. Cipariu rimase a Blaj per tutta la vita. Ricevette l'ordinazione sacerdotale nel 1827 e si dedicò all'insegnamento ottenendo nel 1830 la nomina a professore di letteratura rumena al liceo di Blaj, istituto di cui fu in seguito preside, e la nomina a professore di teologia dogmatica nel seminario di Blaj nel 1830.
Cipariu fu per molti aspetti un tipico rappresentante della generazione rumena del 1848, ossia uno di quegli intellettuali che si formarono fra il 1830 e il 1840, i cui principali interessi erano l'indipendenza e l'unità dei rumeni. Come seguace della «Scuola latinista», Cipariu riteneva che la lingua dovesse modellarsi sulla grammatica. Nel caso particolare della lingua rumena, Cipariu riteneva che il lessico del rumeno dovesse contenere solo vocaboli di origine latina; Cipariu si dedicò pertanto alla ricerca degli antichi vocaboli rumeni caduti in disuso, per immetterli nuovamente nel vocabolario della lingua rumena moderna, di cui auspicava quindi una riforma su base etimologica.
Cipariu diffuse le sue opinioni anche con una intensa attività pubblicistica. Collaborò alle riviste Foaie literară (Foglio letterario), Foaie pentru minte, inimă şi literatură (Foglio per la mente, il cuore e la letteratura) e Gazeta de Transilvania (Gazzetta di Transilvania); fondò delle proprie riviste: Învăţătorul poporului (Il maestro del popolo) nel 1848, Organul luminărei (Organo dell'illuminismo) (1848-1849), la prima rivista rumena scritta completamente con l'alfabeto latino e Arhiv pentru filologie şi istorie (Archivio per la filologia e la storia), la prima rivista rumena specializzata in filologia (1867-1872). Pubblicò la prima antologia di testi medievali rumeni (Crestomaţie sau Analecte literare, Crestomazia o Annali letterari, 1858).
Cipariu fu tra i fondatori della società Astra e dell'Accademia rumena, di cui fu vicepresidente e dalla quale ebbe l'incarico di compilare la grammatica della lingua rumena.

## Opera
- Istoria sfanta sau biblică a Testamentului Vechiu și Nou (Storia sacra o biblica del Vecchio e Nuovo Testamento), Blaj, 1855
- Scientia Sântei Scripture (Scienza della Sacra Scrittura), Blaj, 1854
- Acte și fragmente latine și românești pentru istoria Bisericii românești, mai ales unite (Atti e frammenti in latino e rumeno nella storia della Chiesa, specialmente uniate), Blaj, 1855
- Elemente de limba română după dialecte și monumente vechi (Elementi della lingua rumena secondo i dialetti e i monumenti antichi), Blaj, 1854
- Compendiu de gramatica limbii române (Compendio della grammatica della lingua rumena), Blaj, 1855
- Crestomatie sau Analecte literarie din cărțile mai vechi și noue românești tipărite și manuscrise, începând de la sec. XVI până la al XIX, cu Notiţă literară (Crestomazia o Analecta letterari dei libri rumeni più antichi e nuovi, stampati e manoscritti, a partire dal XVI secolo fino al XIX, con Nota letteraria), Blaj, 1858
- Elemente de poetică  metrică  și versificațiune (Elementi di metrica e versificazione), Blaj, 1860
- Cuvânt la inaugurarea Asociațiunei, Blaj, 1862
- Principia de limbă și de scriptură (Principi di lingua e scrittura), Blaj, 1856
- Gramatica limbii române (Grammatica della lingua rumena). Vol. I Analitica; Vol. II Sintetica, Blaj, 1869